# Předměřice nad Jizerou
Předměřice nad Jizerou é uma comuna checa localizada na região da Boêmia Central, distrito de Mladá Boleslav.